# Owens Corning
Owens Corning è un'azienda americana che sviluppa e produce isolanti, coperture e compositi in fibra di vetro, nonché materiali e prodotti correlati. È il più grande produttore mondiale di compositi in fibra di vetro.

## Storia
Costituita nel 1935 come partnership tra due importanti vetrerie americane, Corning Glass Works e Owens-Illinois, l'azienda impiega circa 19.000 persone in tutto il mondo. Owens Corning è stata inserita tra le società Fortune 500 ogni anno da quando l'elenco è stato creato nel 1955. La pantera rosa funge da mascotte dell'azienda e appare nella maggior parte delle loro pubblicità.